# 王珍 (1876年)
王珍（1876年—？年），字聘初，陝西省雒南縣人，中式光緒三十年甲辰恩科會試第102名貢士，未及殿試，歷任張掖縣知縣、甘州府知府、安福國會議員，平涼縣知事，皋蘭縣、安定縣知事。